# سلطنة تكرور

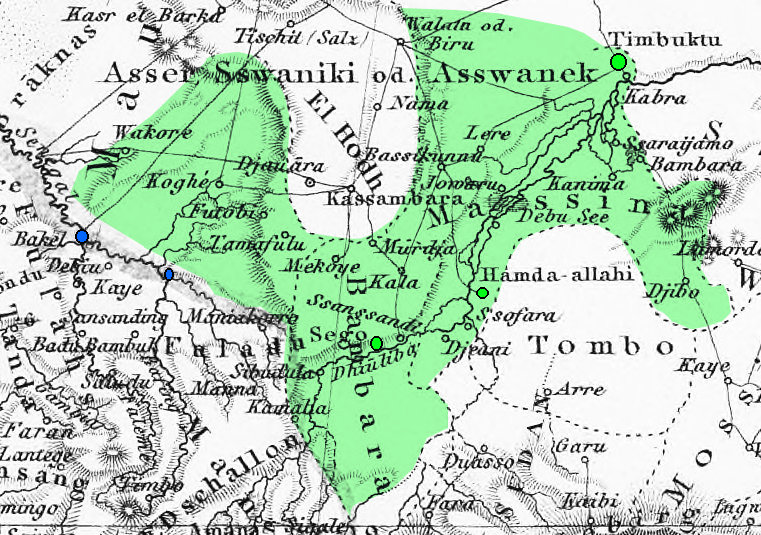
خريطة ألمانية معاصرة تظهر الولايات قبل ظهور عمر بن سعيد طعل، لونت لتظهر إمبراطورية عمر في عام 1861. غطت العواصم باللون الأخضر، الحصون الفرنسية باللون الأزرق. المنطقة غير المأهولة في المركز هي waste of Hodh.

سلطنة تكرور أو إمبراطورية تكرور (1861م - 1890م) (المعروفة أيضًا باسم دولة التيجانيين أو دولة الجهاد التيجانية (Tijaniyya Jihad state) أو سيغو تكرور (Segu Tukulor)، تأسست في منتصف القرن التاسع عشر من قبل الحاج عمر بن سعيد طعل التكروري. أراضي هذه الدولة اليوم جزء من مالي.

## التاريخ
عاد عمر طعل من الحج في عام 1836 وهو يحمل لقل مع «الحاج» وخليفة الطريقة التيجانية في بلاد السودان. بعد فترة طويلة من الإقامة في فوتا تورو ( السنغال الحالية)، انتقل إلى دينغويراي (إلى الشرق من فوتا دجالون في غينياالحالية). والتي أصبحت ساحة لانطلاق جهاده عام 1850.
بعد أن تخلى عن هجومه على الجيش الاستعماري الفرنسي بعد فشل عام 1857 في غزو قلعة المدينة ، هاجم عمر طعل إمبراطورية بامانا مع نجاح أكبر بكثير - أولا كارتا ثم سيغو. بعد فوز حاسم في معركة سيغو في 10 مارس 1861، وجعل سيغو عاصمة إمبراطوريته. بعد سنة ترك إدارة لإبنه أحمدو طعل للتحرك نحو حمد الله ‏ ، عاصمة إمبراطورية الفلاتة في ماسينا. فشل عمر طعل في قهر تمبكتو ، وتراجع إلى ديغومبيري ، بالقرب من باندياغارا في منطقة دوغون. في عام 1864، توفي هناك في انفجار احتياطيات البارود.
خلفه ابن أخيه تيدياني طعل ‏ وثبت عاصمة إمبراطورية تكرور في باندياغارا. في سيغو، استمر ابن أحمدو طعل في السيطرة، ونجح في قمع محاولات العديد من المدن المجاورة للانفصال. دخل في صراع متزايد مع إخوته.
في عام 1890، دخل الفرنسيون المتحالفين مع بامبارا سيغو. فر أحمدو طعل أولاً إلى ماسينا وبعد سقوطه في عام 1893 إلى صكتو في نيجيريا الحالية، وهو ما يمثل نهاية فعالة للإمبراطورية.

## مزيد من القراءة
- Davidson, Basil. Africa in History. New York: Simon & Schuster, 1995.
- Klien, Martin. Slavery and Colonial Rule in French West Africa. Cambridge University Press, 1998. (ردمك 0-521-59678-5)
- Oloruntimeehin, B.O. The Segu Tukulor Empire. New York: Humanities Press, 1972. (ردمك 978-0-391-00206-7)
- Roberts, Richard L. Warriors, Merchants. and Slaves: The State and the Economy in the Middle Niger Valley, 1700-1914, Stanford University Press, 1987. (ردمك 0-8047-1378-2)

## روابط خارجية
- African Kingdoms
- A Map of the Toucouleur Empire.
- The Toucouleur People